# Caisată
Caisata este o băutură alcoolică din caise ce conține alcool rafinat din cereale, apă dedurizată, arome naturale de caise, coloranți naturali, zahăr, acid citric.